# 森脇健児のサタデーミーティング
『森脇健児のサタデーミーティング』（もりわきけんじのサタデーミーティング）はかつてKBS京都ラジオでナイター中継がない毎年10月から翌年3月にかけて約半年間、毎週土曜日に放送されていたラジオ番組。通称『サタミ』。1998年10月から放送開始、2022年3月まで放送。2022年以降のナイターオフは放送されないことが決定。2024年3月15日付の森脇のTwitterによると、当番組は打ち切りになったと記されている。

## 概要
「週末の夜に、みんなここに集まって語り合おう。そして、みんなに夢を、すべての人に元気のパワーを与えよう」という番組（番組を立ち上げた奥田プロデューサーと伊藤ディレクター（現・ラジオ営業局長）が考えた番組趣旨）。

## 出演
- 森脇健児（もりわき けんじ、1967年2月5日 - ）

メインパーソナリティ。ピン芸人。KBS京都ラジオでは青春ベジタブル以来のメインパーソナリティ。2004年2月、「いきなり!黄金伝説。」 焼尻島1か月1万円ロケのため1か月休演。
- 渡辺裕薫（わたなべ ひろしげ、1967年11月3日 - ）

サブパーソナリティ。漫才師。シンデレラエキスプレスのツッコミ。第2期より参加。森脇の良きアシスト役であり、森脇の12月初めの「アンコールワット国際ハーフマラソン」参加時にはメインパーソナリティに昇格、「渡辺裕薫のサタデーミーティング」を放送。
- 大野実（おおの みのる、1953年3月26日 - ）

サブパーソナリティ。シンガーソングティーチャー。やまびこ所長。元京都美山高等学校校長。第1期から。教職の強みを生かして当初はリスナーの進路指導や相談を受け持っていたが、これに加えて番組のテーマソングの作曲を担当している。当初のイメージよりかなりフランクになった。
- 松竹芸能若手タレント（「ジョーシン街角感動スタジアム」中継担当～三条大橋「珉珉」前）

第18期　若井やるき&松原タニシ、PON PON、ドキドキ☆純情ガールズ・やるき、みわゆうすけ・やるき、やるき・生田裕二
- 藤本多賀雄（ふじもとたかお）

ラジオ構成作家。松竹芸能業務提携。フリー。

## 過去の出演
- 都築明寿香
  - 第1期サブパーソナリティー
- コブクロ
  - 第1期と第2期の間に放送していた『森脇健児の突撃!日本列島』にてゲスト出演の後、第2期「ボクノイバショ」という中継ゲリラライブコーナーを担当。現在サタミに出演していた事をコブクロは語ろうとしないが、番組にストリート・ミュージシャンが出るたび必ず話題に出てくる。
- コマラッこ
  - 第2期。異色の女子大生漫才師（京都女子大学の先輩と後輩）。第20回今宮戎漫才新人コンクールで決勝戦まで進出したことで、番組に出演することになった。番組の中では当時まだメジャーデビューしておらずストリートで歌っていたコブコロとも競演することができた。山内美和はNHK京都放送局アナウンス部で活動中。
- SANISAI（登場時は旧名の「Sunny Side Up」）
  - 第3期頃より度々登場。元々はらくらぶR（当時は「らくらぶ。」）にて発掘されたストリート・ミュージシャンだったが、森脇の要請（半ば強制だったらしい）により出演。
- 村上三奈
  - 第6期において「なべプロ」のコーナー出演以来、半ば強引にレギュラーになってしまった、自称「なにわのスーパーアホドル」。「かぼちゃのバカ」や「そらとぶちくわ」等自作した不思議な歌を歌う。鴨川中継内の「かぼちゃのバカ御籤のコーナー」に出演。
- ライス兄弟
  - 第7期華々しく登場。彼らのデビューシングルは歌詞の内容から度々番組内で使用されている。
- 暁明夫・あきら　後、暁三雄と暁トリオ結成。
- 松竹芸能若手タレント 「ジョーシン街角感動スタジアム」鴨川中継三条大橋珉珉前担当 
  - 第1期　Over Drive（2007年解散。石野敦士は俳優、緒方雅史はピン芸人オキャディーと改名）
  - 第2期　オーケイ
  - 第3期　ハイパント（2002年解散。矢野博司はタレントやのぱんとして活動）
  - 第4期　梅小鉢
  - 第5期  釈迦力（解散）、Funpark（解散）
  - 第6期　DA-DA（2009年解散。植村茂浩は華井啓行とお笑いコンビモナコ大作戦結成解散、後ピン芸人。春名和昭は2014年ピン芸人引退）
  - 第7期　チキチキジョニー
  - 第8期　ロビンス（2006年解散。上条剛志はピン芸人かみじょうたけしとして活動）
  - 第9期　三輪祐介（ユースケアルバチャコフを経て「みわゆうすけ」）、森よしたか（学閥枠、芸能界引退）
  - 第10期　鳳仙花（2009年解散。沼田由紀子は末岡愛子とお笑いコンビベビィリッチ結成、株式会社テイクプロデュースに移籍後2016年7月解散、沼田は引退）
  - 第11期　ワイルドピッチ
  - 第12期　命果てるまで（松原タニシ&小森園ひろし）、HTH（2011年解散。竹下浩貴はピン芸人竹下ポップとして活動）
  - 第13期　命果てるまで（松原タニシ&小森園ひろし）、おねだり豊（引退）&みよっさん（引退）
  - 第14期　特殊免許（現:土方兄弟）、雷ジャクソン（2011年11月、番組内で「いしまる」から改名）
  - 第15期　若井やるき&松原タニシ、カシューナッツ（ゆんぼだんぷ）& にしね・ザ・タイガー
  - 第16期　若井やるき&松原タニシ、コンチェルト
  - 第17期　若井やるき（通称:中尾 別名:森脇小健児）& 松原タニシ、PON PON(2017年4月解散、PONPON才田はたらちねSAITAとして活動)
  - 第18期　どんぐり兄弟
  - 第19期　自由気まま西口&生田裕二、トリオザスリー（華井二等兵、ポップ、にしね）自由気まま2017年4月解散、「西口のぶお」として活動　
  - 第20期　暫定レギュラーのハリード ブルーウェーブ パンドラ　→途中降板し、ドキドキ純情ガールズ、若井やるき、はしっこウォーカー（ふじいもやし＆生田裕二 2018年解散）、ふじいもやし（旧ムービーズ藤井2016年9月解散）、バカ田バカの助こと生田裕二（2018年引退）、ポップ、華井、ウッドランド、渡辺など担当
- 「ベテ若」枠
  - 第21期　中尾、華井ほか　　　　　　
  - 第22期　中尾、華井ほかポップ、黒木ジョージボンドなど　　　
  - 第23期　採用なし、第4回から藤本を代用

## 特徴
- リスナーからの投稿
  - この番組ではリスナーから叱咤されることを最大級の喜びとしている。その叱咤の内容がパ・リーグの閑散とした球場で行われていた「笑いを取るヤジ」と近いところから、出演陣より「外野席」と呼ばれている。またその勢いから投稿を読むコーナーでは最初にメールが飛び込んできましたと表現される。投稿は携帯電話のメールからが殆どではあるが、特定のリスナーはファックスでの投稿を続けている（出演陣もファックスでの投稿を珍しがって届くと必ず読まれる）。
- キャッチフレーズ
  - この番組では第5期以降から「キャッチフレーズ」を付ける事になっている。「アホ・エロ・うすい（ぬるい）」、「思春期の本気汁」、「夢、精一杯」等多少誤解される文面を掲げている。これは「大人気ない大人が、大人気ない大人に送る」という番組の裏テーマがあるため。
- スポンサーの交代劇
  - この番組は第1期から第3期まで全ての時間帯を『都築総合学園グループ』の提供で行われていたが、第4期よりスポンサーから外れた為、番組自体が放送されない事態に発展した（リスナーからの要望やスタッフの尽力もあって約1ヶ月遅れで放送開始）。
- スポンサーの優遇措置
  - 前出の「交代劇」が元となり、『スポンサーは大事』とリスナー達が感じた結果、スポンサーになった企業をリスナー達は他番組では考えられないほどご贔屓にしている。番組内ではスポンサーのことを「後援会」と称する。
- 親睦会
  - 番組スポンサーの好意で第5期から毎年秋と春に行われているイベントのこと。イベント中は出演者・スポンサー・リスナーの垣根なく共に食事を楽しむが、節度ある会合を目指しているので『泥酔すると会場から追い出す』という厳格なルールが存在している。しかし、毎回追い出されそうになるのはこのルールを決めた森脇本人。

## 主なコーナー
- おしゃべり交差点 （第14期）
- 芸人上がったり下がったり（第15期 ）、中尾の昨日の晩ごはん（第15期 -  ）
- 芸人十色（第16期）
- おっさんの赤ポスト（第17期）
  - 街で見かけた愛すべきおっさんの仕草や行動とか発言などをハガキに書いて送ってもらうコーナー
- おしゃべり123（第18期）
- 大野実の夢の応援団（第18期～）
- ハッピーローカル （第23期）
  - 京都・滋賀を中心にハッピーなローカルニュースを藤本先生が紹介する
- クイズ（びっくり箱）
  - クイズに応募してきたリスナーに電話をかけ、10問正解で豪華プレゼント。後、対戦方式。
- 『なべプロ』
  - 第2期よりスタート。アーティストや芸人を紹介する。紹介されるアーティストの殆どが無名状態の為、番組出演後急速にメジャーになってしまう場合がある。毎年末の放送ではこのコーナーより渡辺の相方であるシンデレラエキスプレスの松井成行が登場する。
- 『シンガーソングティーチャーのそれが答えだ!』
  - 第1期よりスタート。大野実がリスナーからの悩み相談を回答していく。またコーナーの終わりには必ず自作の歌を披露する。その歌を披露したいがために時々相談がおざなりになる。
- 『恋愛教習所』
  - 当初は恋愛に対する悩みを解決していくコーナーだったが、現在は一人ぼっちの女性に対して恋人募集を呼びかけることなどがメインになっている。
- 『ジョーシン街角感動スタジアム』
  - 松竹の若手タレントが京都三条大橋近くの鴨川よりインタビュー中継を行う。毎年企画内容は違うが、外からの中継であることは統一されている。この中継の内容が発展して年明けから新規コーナーが生まれる場合もある。
- 『サタデーミーティング・アカデミー大賞』
  - 毎年番組終了時に行われる。出演してくれた人々に感謝状を贈ると同時にその放送を振り返る。第7期より公開収録。
- 楽屋噺
  - 番組終了前の約5分間（21:14-21:19頃）に放送されるコーナー。ディレクターの移動時間確保のため、第11期（ワイルドピッチ「芝生にジャム」）から始まり、若手タレントが担当。若手タレントが決定するまでの期間は「大野実の楽屋噺」として放送。

## テーマソング
主に出演陣（時にスポンサー）が歌っている。いくつかの曲はイベントの際販売されたり配布されたりしたが、現在入手困難な状況となっている。一部の楽曲の歌詞カードは親睦会で入手可能。
- 「泣きたいあなたへ」（作詞：大野実・作曲：小渕健太郎）
  - 「夢の応援団」ホームページ上で公開中。
- 「西京傷心物語」（作詞・作曲：百川真悟）
- 「俺達の恋」（作詞：森脇健児・作曲：ナカヂヒデユキ）
- 「俺達の未来」（作詞：森脇健児・作曲：ナカヂヒデユキ）
- 「先日はどうも」（作詞：売野雅勇・作曲：大野実）
- 「忘れた頃にありがとうございました」（作詞：売野雅勇・作曲：大野実）
  - 「先日はどうも」「忘れた頃にありがとうございました」は『なべプロ』のゲストとして出演した売野雅勇が感想を送った電子メールを元に番組側が勝手に制作したもの。
- 「クリスマスの前に」（作詞作曲：はじめにきよし）
- 「京都サタデー・パッション・ナイト」（作詞作曲：大野実）
- 「小太りセレナーデ」（作詞：森脇健児・作曲：ナカヂヒデユキ）
- 「恋のクイックえも～しょん」（作詞作曲：山田隆平）
- 「京都から世界へ」（作詞：森脇健児・作曲：大野実）
  - 番組に出演した徳山昌守を応援する為に作られた歌。
- 「そして静かにキスをして」（作詞：森脇健児・作曲：大野実とはじめにきよし）
- 「京都のキックボクサー」（作詞作曲：大野実）
- 「壊し方さえわからない」（作詞：森脇健児・作曲：はじめにきよし）
- 「サタミ女の一人旅」（作詞：森脇健児・作曲：ユシン）

## 放送時間
- ナイターオフシーズン（毎年10～3月）　土曜18時00分〜21時20分
  - 基本的には番組開始当初からこの時間帯だが、例外として2002年度（第5期）は21時50分終了、2004年度（第7期）・2005年度（第8期）・2006年度（第9期）は21時30分終了となっていた。また、2001年度（第4期）は前述の通りスポンサー不在などの事情もあり、11月からの開始となった。

## 関連番組
- 『森脇健児の突撃!日本列島』
- 『大野実の夢の応援団』
  - 出演陣の大野実がメインパーソナリティを勤めている番組。時々番組内でネタにされる。
- 『森脇健児のサタデースタジアム』
  - ナイターインに「サタデーミーティング」に代わって放送、放送時間は土曜12:00 - 13：00。パーソナリティは、森脇とかみじょうたけし、チキチキジョニー、渡辺裕薫(月一度出演)（2010年までは福間納）。2022年度ナイターオフは引き続き「サタデースタジアム」が放送される。
- 『スマイルのあいウーイェイお』
  - 2014年及び2015年ナイターインの土曜日18:00～21:00に放送される番組。2013 - 2014年度のナイターオフは金曜日の同時間帯に放送されていた。